# Бодак Валентина Анатоліївна
Валентина Анатоліївна Бодак (нар. 30 червня 1963, село Балин, тепер Кам'янець-Подільського району Хмельницької області) — українська наукова діячка, ректор Дрогобицького державного педагогічного університету імені Івана Франка з 25 листопада 2021 року. Доктор філософських наук (2006), професор (.01.2011).

## Біографія
Народилась в родині робітників. У 1980 році закінчила середню школу.
У 1980—1985 роках — студентка історичного факультету Київського державного університету імені Тараса Шевченка, філософ і викладач філософських наук
З серпня 1985 року — асистент кафедри філософії Дрогобицького державного педагогічного інституту імені Івана Франка.
У листопаді 1988 — листопаді 1991 року — аспірант Львівського державного університету імені Івана Франка.
У листопаді 1991 року повернулась працювати асистентом кафедри філософії Дрогобицького державного педагогічного інституту імені Івана Франка, а з 1994 року призначена викладачем цієї ж кафедри. 
1997 року захистила дисертацію на здобуття наукового ступеня кандидата філософських наук на тему «Соціальні функції релігійної обрядовості».
У квітні 1998 — вересні 1999 року — доцент кафедри філософії Дрогобицького державного педагогічного університету.
У жовтні 1999 — вересні 2003 року — докторант Інституту філософії імені Григорія Сковороди НАН України. 
У 2006 році захистила дисертацію на здобуття наукового ступеня доктора філософських наук на тему «Релігія як феномен універсуму культуру: християнський контекст».
У грудні 2004 — липні 2006 року — доцент, у липні 2006 — грудні 2010 року — професор кафедри філософії Дрогобицького державного педагогічного університету.
Одночасно, у січні 2011 — листопаді 2015 року — заступник міського голови з питань діяльності виконавчих органів Трускавецької міської ради.
У грудні 2016 — лютому 2019 року — завідувач кафедри філософії імені професора Валерія Скотного Дрогобицького державного педагогічного університету.
У лютому 2019 — листопаді 2021 року — проректор з науково-педагогічної роботи та стратегії соціально-економічного розвитку Дрогобицького державного педагогічного університету імені Івана Франка та професор кафедри філософії імені професора Валерія Скотного ДДПУ.
12 жовтня 2021 року обрана в другому турі ректором Дрогобицького державного педагогічного університету імені Івана Франка.
З 25 листопада 2021 року — ректор Дрогобицького державного педагогічного університету імені Івана Франка.
Автор 80 науково-методичних праць та статей, в тому числі і в закордонних виданнях.

## Основні праці
- Бодак В.А. «Духовна диктатура» релігії в культурі.// Релігія в контексті духовного життя. Колективна монографія. За ред. проф. Анатолія Колодного. К., 2012. С. 371-380
- Бодак В. Філософія у процесі формування підготовки сучасного вчителя: постановка проблеми. //Людинознавчі студії : збірник наукових праць Дрогобицького державного педагогічного університету імені Івана Франка. Серія «Філософія». Дрогобич : Редакційно-видавничий відділ ДДПУ імені Івана Франка, 2020. Випуск 40. С. 11-19.
- Bodak, V.A. The Ideas of the Second Ecumenical Council of the Vatican: The Unity of the Past and the Present. Collective monograph/ М. H. Bratasiuk, O. Yе. Gomilko, A. A. Kravchenko, V. V. Poliuha, etc. Lviv-Toruń : Liha-Pres, 2019. P. 158-170.
- Bodak, V.A. Religious moral imperativeas a guarantee for saving spirituality and culture of coexistence. Collective monograph / Z. M. Atamaniuk, Ye. R. Borinshtein, N. P. Hapon, Yu. А. Dobrolyubska, etc. Lviv-Toruń : Liha-Pres, 2019. P. 224-234.
- Bodak, V.A. The interaction of culture and religion in the context of the present: the philosophical-cultural content. Comprehension    of    the    formation    of    the    world    in    different philosophical   approaches : collective   monograph / Z.M. Atamaniuk, Ye. R. Borinshtein, Yu. А. Dobrolyubska, V. V. Okorokova, etc. Lviv-Toruń : Liha-Pres, 2019. P. 218-232.
- Bodak, V. The closest friends of the party: collectives of pedagogical higher education institutions of Ukraine in the images of daily 1920s – the first half of 1960s. SKHIDNOIEVROPEISKYI ISTORYCHNYI VISNYK-EAST EUROPEAN HISTORICAL BULLETIN. 2020. Issue: 14. Pages: 229-234. (WebofScience)
- Бодак В., Ткаченко О. Релігієзнавство: навчально-методичний комплекс: Навчальний посібник. Дрогобич: Редакційно-видавничий відділ ДДПУ ім. Івана Франка, 2012. 216 с.
- Бодак В., Ткаченко О. Релігія як феномен універсуму культури: методичні матеріали до семінарських занять. Дрогобич: Редакційно–видавничий відділ ДДПУ імені Івана. Франка, 2014. 76 с.
- Ткаченко О.А., Бодак В.А. Філософія. Методичні матеріали для семінарських занять та самостійної роботи студентів // Філософія. Методичні матеріали для семінарських занять та самостійної роботи студентів. Дрогобич: Редакційно-видавничийвідділ ДДПУ ім. Івана Франка, 2010. 97 с.
- Ткаченко О., Бодак В., Бичков’як О. Філософія: Творчі завдання і першоджерела : практикум. Дрогобич: Редакційно-видавничий відділ ДДПУ ім. Івана Франка, 2017. 184 с.

## Нагороди та відзнаки
- Подяка Міністерства освіти і науки України за багаторічну сумлінну працю, вагомий особистий внесок у підготовку висококваліфікованих спеціалістів та плідну науково-педагогічну діяльність